# Tordenc rovellat
El tordenc rovellat (Argya rubiginosa) és un ocell de la família dels leiotríquids (Leiothrichidae).

## Hàbitat i distribució
Habita vegetació de ribera des del centre d'Etiòpia, Somàlia i Sudan del Sud fins l'est d'Uganda, Kenya i nord de Tanzània.